# Cabana del Peió
La Cabana del Peió, o Cabana del Peiró, segons alguns mapes, és una cabana agrícola del terme municipal d'Isona i Conca Dellà, a l'antic terme d'Orcau.
Està situada al sud-sud-oest d'Orcau, al nord-oest de Figuerola d'Orcau i al sud-est de Suterranya, a la dreta del torrent del Carant, en una zona on hi ha d'altres cabanes agrícoles, com les de l'Albert, del Mestre, del Moliner, del Pere, del Perut (n'hi ha dues) i del Pui de la Serra de Teró.